# Línea 18 (AUVASA)
La línea 18 de AUVASA une el barrio de Puente Duero con el pueblo de La Cistérniga pasando por el centro de Valladolid, además de la plaza de toros de Valladolid, el parque del Campo Grande, el Laboratorio de las Artes (LAVA), centros comerciales como Vallsur o El Corte Inglés, y el aparcamiento disuasorio de C/ La Vía. Los domingos y festivos solo realiza el recorrido Plaza España - La Cistérniga.
Comparte casi todo su recorrido con la línea 19, cuyas frecuencias se alternan cada media hora. Así, ambas asumen la demanda de viajeros entre Valladolid y La Cistérniga, y entre el centro y sur de la capital y Puente Duero y el Pinar de Antequera.

## Historia
Hasta el 2 de enero de 2018, el trayecto de la línea 18 era entre La Cistérniga y el barrio vallisoletano de La Overuela. Con motivo de una reorganización de las líneas de Auvasa, dicho barrio pasó a conectarse con las líneas 14 y 24, y las líneas 18 y 19 asumieron el recorrido de la línea 15 hasta el Pinar de Antequera y Puente Duero.

## Frecuencias

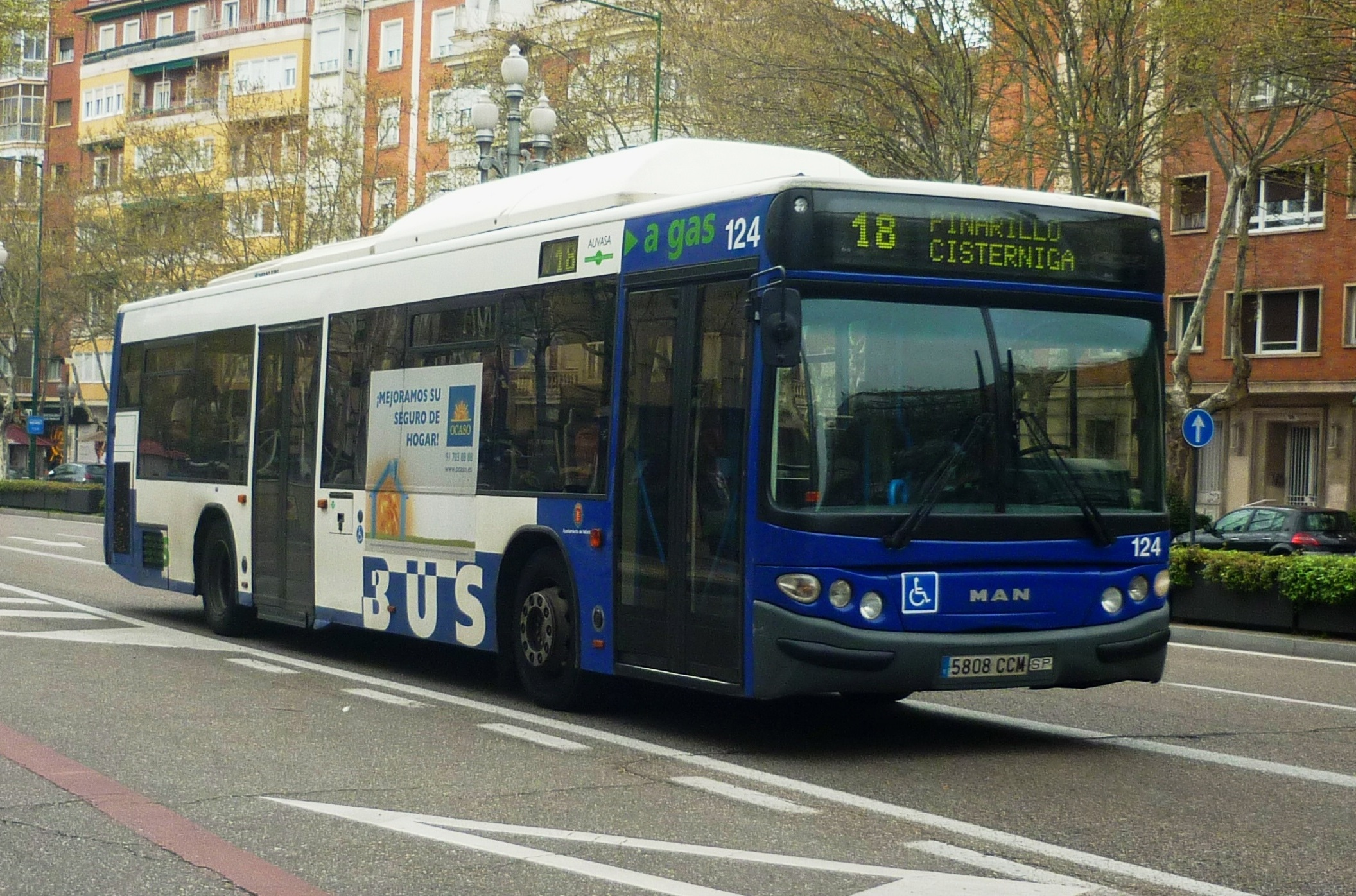
Bus 124 de Auvasa, en el paseo de Zorrilla, realizando la línea 18.

La línea 18 es una línea A Horario por lo que se indican todos los horarios de salida:
| DÍA            | LUGAR DE SALIDA | HORARIOS DE SALIDA | HORARIOS DE SALIDA | HORARIOS DE SALIDA | HORARIOS DE SALIDA | HORARIOS DE SALIDA | HORARIOS DE SALIDA | HORARIOS DE SALIDA | HORARIOS DE SALIDA | HORARIOS DE SALIDA | HORARIOS DE SALIDA | HORARIOS DE SALIDA | HORARIOS DE SALIDA | HORARIOS DE SALIDA | HORARIOS DE SALIDA | HORARIOS DE SALIDA | HORARIOS DE SALIDA |
| -------------- | --------------- | ------------------ | ------------------ | ------------------ | ------------------ | ------------------ | ------------------ | ------------------ | ------------------ | ------------------ | ------------------ | ------------------ | ------------------ | ------------------ | ------------------ | ------------------ | ------------------ |
| Lunes a sábado | PUENTE DUERO    | 7:20               | 8:20               | 9:20               | 10:20              | 11:20              | 12:20              | 13:20              | 14:20              | 15:20              | 16:20              | 17:20              | 18:20              | 19:20              | 20:20              | 21:20              | 22:15*             |
| Lunes a sábado | LA CISTÉRNIGA   | 7:25               | 8:30               | 9:30               | 10:30              | 11:30              | 12:30              | 13:30              | 14:30              | 15:30              | 16:30              | 17:30              | 18:30              | 19:30              | 20:30              | 21:30              | -                  |
| Festivos       | PLAZA ESPAÑA    | 8:00               | 9:00               | 10:00              | 11:00              | 12:00              | 13:00              | 14:00              | 15:00              | 16:00              | 17:00              | 18:00              | 19:00              | 20:00              | 21:00              | 22:05              | -                  |
| Festivos       | LA CISTÉRNIGA   | 7:25               | 8:30               | 9:30               | 10:30              | 11:30              | 12:30              | 13:30              | 14:30              | 15:30              | 16:30              | 17:30              | 18:30              | 19:30              | 20:30              | 21:30              | -                  |

- De lunes a sábado, primer servicio sentido Puente Duero a las 7:30 desde Pza. Circular 7 esq. Industrias.
- De lunes a sábado, el servicio de las 22:15* de Puente Duero finaliza en Pza. Circular 11 igl. Corazón de María.

### Servicios a El Pinarillo
Todos los días desde el 1 de julio al 15 de septiembre y sábados y festivos de todo el año, se prolongan hasta la urbanización El Pinarillo los siguientes servicios:
- Hacia Pinarillo:
  - Lunes a sábado: 7:30 (salida desde Pza. Circular 7 esq. Industrias como línea 18); 11:00, 15:00 y 20:00 (salidas desde La Cistérniga como línea 19).
  - Festivos: 7:30 (salida desde Pza. Circular 7 esq. Industrias como línea 19); 11:00, 15:00 y 20:00 (salidas desde La Cistérniga como línea 19).
- Hacia La Cistérniga:
  - Lunes a sábado: 8:20, 12:20, 16:20 y 21:20 (salidas como línea 18).
  - Festivos: 8:50, 12:50, 16:50 y 22:00 (salidas como línea 19).

## Paradas
Nota: Al pinchar sobre los enlaces de las distintas paradas se muestra cuanto tiempo queda para que pase el autobús por esa parada.
| Hacia La Cistérniga                             | Correspondencia con líneas: |
| ----------------------------------------------- | --------------------------- |
| * Ctra. Viana urb. El Pinarillo                 | 19                          |
| Cañada Valdestillas 21                          | 19                          |
| C/ Real 85 fte. Pza. Damián Tascón Prieto       | 19                          |
| C/ Real 7                                       | 19                          |
| Ctra. Rueda cuartel Teniente Galiana            | 19                          |
| Pinar de Antequera sentido La Cistérniga        | 19                          |
| Ctra. Rueda fte. parque de Artillería           | 19                          |
| Ctra. Rueda fte. 232 fte. Col. Ave María        | 19                          |
| Ctra. Rueda 187 hotel                           | 19                          |
| Ctra. Rueda esq. Madroño                        | 19                          |
| C/ Miguel Delibes 19B esq. Unamuno              | 2 19 23 F1                  |
| C/ Pío Baroja 9 igl. San Simón de Rojas         | 19                          |
| C/ Antonio Machado esq. José María Pemán        | 19                          |
| Cañada Real 131 esq. Vinos de Rueda             | 19                          |
| Cañada Real 67 esq. Vinos Ribera de Duero       | 19                          |
| Pº Zorrilla 153 fte. centro comercial           | 1 19 F1                     |
| Pº Zorrilla 133 Bº La Rubia                     | 1 19 U1 F1                  |
| Pº Zorrilla 101 LAVA                            | 1 2 5 16 19 23 26 C2 H F1   |
| Pº Zorrilla 65 fte. centro comercial            | 1 2 5 7 10 19 26 C2 U1      |
| Pº Zorrilla 39 esq. Puente Colgante             | 1 5 7 19                    |
| Pº Zorrilla 1 antiguo Hosp. Militar             | 1 5 7 19 26                 |
| C/ Gamazo 17 esq. Bailén                        | 2 7 9 19                    |
| Pza. España 13 fte. Bola del Mundo              | 7 13 19 26                  |
| Pza. Cruz Verde 5                               | 3 19 F2 F3                  |
| Pza. Circular 11 igl. Corazón de María          | 3 17 19 F2 F3               |
| C/ Cigüeña 4 igl. San Isidro                    | 3 C1 F3                     |
| C/ Cigüeña 14                                   | 3 C1 F3                     |
| Pmo. San Isidro fte. 1                          | -                           |
| Pmo. San Isidro fte. 17                         | -                           |
| Pmo. San Isidro fte. 38                         | -                           |
| Ctra. Soria esq. Carraca                        | -                           |
| Ctra. Soria Políg. San Cristóbal                | -                           |
| Avda. Soria fte. 32                             | 13 19 F2                    |
| C/ San Cristóbal 15 esq. Avda. Soria            | 13 19 F2                    |
| Pza. Mayor 29                                   | 13 19 F2                    |
| Avda. Soria esq. Diego Velázquez                | 13 19                       |
| Avda. Julián Merino Lápice Piscinas Municipales | 13 19 F2                    |
| C/ Cuesta Redonda esq. Azuela                   | 13 19                       |
| Cº Yeseras Polideportivo                        | 13 19 F2                    |
| Hacia Puente Duero-Plaza España                 |                             |
| Cº Yeseras Polideportivo                        | 13 19 F2                    |
| C/ Cuesta Redonda Piscinas Municipales          | 13 19 F2                    |
| C/ Castillejo fte. 4-6                          | 13 19                       |
| Pza. Mayor fte. 29                              | 13 19 F2                    |
| C/ Lucio Zumel esq. Avda. Soria                 | 13 19 F2                    |
| Avda. Soria 32                                  | 13 19 F2                    |
| Ctra. Soria fte. Políg. San Cristóbal           | -                           |
| Pmo. San Isidro esq. Avda. Soria                | -                           |
| Pmo. San Isidro 38                              | -                           |
| Pmo. San Isidro 15                              | -                           |
| Pmo. San Isidro 1                               | -                           |
| C/ Cigüeña 21                                   | 3 C2 F3                     |
| C/ Cigüeña 1 esq. San Isidro                    | 3 C2 F3                     |
| Pza. Circular 7 esq. Industrias                 | 3 17 19 U1 F2 F3            |
| C/ Nicolás Salmerón 19 esq. Labradores          | 3 19 F2 F3                  |
| Pza. Caño Argales                               | 3 6 9 13 14 19 F3           |
| C/ Dos de Mayo esq. Divina Pastora              | 14 19 24                    |
| Pza. Zorrilla 3 esq. Santiago                   | 1 4 7 19                    |
| Pº Zorrilla 52 esq. Pº Hospital Militar         | 1 5 7 19 26                 |
| Pº Zorrilla 88 fte. pza. de toros               | 1 2 5 7 9 19 F2             |
| Pº Zorrilla 130 centro comercial                | 1 2 5 7 10 19 23 26 C1      |
| Pº Zorrilla 166 fte. LAVA                       | 1 2 5 16 19 23 26 C1 H F1   |
| Pº Zorrilla 198 Bº La Rubia                     | 1 19 F1                     |
| Pº Zorrilla 236 fte. centro comercial           | 1 19 F1                     |
| Cañada Real 74 fte. Vinos Ribera de Duero       | 19                          |
| Cañada Real 144 esq. Vega de Valdetronco        | 19                          |
| C/ Antonio Machado esq. Pío Baroja              | 19                          |
| C/ Pío Baroja 14 esq. Miguel Delibes            | 19                          |
| C/ Miguel Delibes 40 esq. Unamuno               | 2 19 23                     |
| Ctra. Rueda fte. Madroño                        | 19                          |
| Ctra. Rueda fte. 187 fte. hotel                 | 19                          |
| Ctra. Rueda 232 Col. Ave María                  | 19                          |
| Ctra. Rueda parque de Artillería                | 19                          |
| Ctra. Rueda piscinas Fasa                       | 19                          |
| Pinar de Antequera sentido Puente Duero         | 19                          |
| Ctra. Rueda fte. cuartel Teniente Galiana       | 19                          |
| C/ Real fte. 7                                  | 19                          |
| C/ Real 106 Pza. Damián Tascón Prieto           | 19                          |
| ** Cañada Valdestillas 21                       | 19                          |
| * Ctra. Viana esq. Cañada Valdestillas          | 19                          |
| * Ctra. Viana urb. El Pinarillo                 | 19                          |

- En días festivos, el recorrido se realiza entre La Cistérniga y las paradas de C/ Dos de Mayo esq. Divina Pastora y Pza. España 13 fte. Bola del Mundo.
- Las paradas marcadas con asterisco (*) pertenecen a la prolongación de El Pinarillo.
- La parada de Cañada Valdestillas 21 no tiene servicio en las expediciones hacia El Pinarillo.

## Líneas relacionadas
El barrio de Puente Duero tiene servicio nocturno en viernes, sábados y vísperas de festivos con la línea B4, y La Cistérniga con la línea B5. Además, La Cistérniga cuenta con la línea M7 que la conecta con el centro de Valladolid a las 6:50h de lunes a viernes laborables.